# 125
Évszázadok: 1. század – 2. század – 3. század
Évtizedek: 70-es évek – 80-as évek – 90-es évek – 100-as évek – 110-es évek – 120-as évek – 130-as évek – 140-es évek – 150-es évek – 160-as évek – 170-es évek
Évek: 120 – 121 – 122 – 123 –  124 – 125 – 126 – 127 – 128 – 129 – 130

## Események

### Római Birodalom
- Marcus Lollius Paulinus Decimus Valerius Asiaticus Saturninust (helyettese júniustól Q. Vetina Verus) és Lucius Titius Epidius Aquilinust (helyettese P. Lucius Cosconianus) választják consulnak.
- Hadrianus folytatja görögországi körútját: meglátogatja Mantineiát, Tegeát, Spártát és talán Olümpiát és Korinthoszt is. Márciusban ő elnököl az athéni Dionüszia ünnepségsorozaton és elrendeli hogy építsenek új athéni vízvezetéket. Ezt követően Boiótiába és Delphoiba utazik, majd Szicílián keresztül hazahajózik Rómába.
- Tivoliban elkezdik a Hadrianus-villa bővítését, amely hamarosan a császár állandó vidéki rezidenciájává válik.
- Rómában befejezik a 110-ban leégett Pantheon újjáépítését.
- Meghal I. Sixtus, Róma püspöke. Utóda Teleszphorosz.

### Kína
- A 31 éves An császár vidéki útra indul, ahol hirtelen megbetegszik és meghal. Özvegye, Jan császárné nem An egyetlen, tíz éves fiát, Pao herceget nevezi meg utódjának, hanem a volt császár gyerekkorú unokaöccsét, Liu Jit (Jan császárné féltékeny volt Pao anyjára és meg is mérgezte őt, mert neki nem született fia).
- Liu Ji néhány hónappal később meghal. Az udvar eunuchjai egy államcsínnyel eltávolítják a hatalomból Jan császárnét és Paot helyezik a trónra, aki a Sun uralkodói nevet veszi fel.
- Csang Heng udvari csillagász vízzel hajtott armilláris gömböt készít.

### Dél-Ázsia
- A jávai naptár kezdő éve.

## Születések
- Aulus Gellius, római író

## Halálozások
- Április 30. – Han An-ti, kínai császár
- December 10 – Liu Ji, kínai császár
- Plutarkhosz, görög történetíró (hozzávetőleges időpont)
- I. Sixtus pápa

## Fordítás
- Ez a szócikk részben vagy egészben  a(z)   125 című francia Wikipédia-szócikk ezen változatának fordításán alapul.  Az eredeti cikk szerkesztőit annak laptörténete sorolja fel. Ez a jelzés csupán a megfogalmazás eredetét és a szerzői jogokat jelzi, nem szolgál a cikkben szereplő információk forrásmegjelöléseként.